# Astragalus kukunoricus
Astragalus kukunoricus là một loài thực vật có hoa trong họ Đậu. Loài này được N. Ulziykh. miêu tả khoa học đầu tiên năm 1996.